# Psałterz Huntera

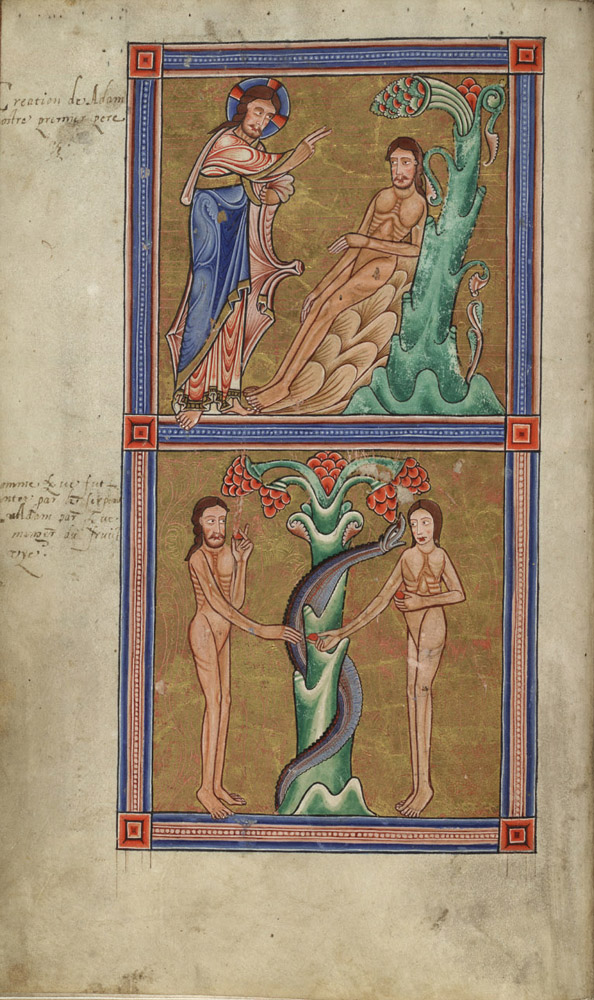
Karta z miniaturą przedstawiającą stworzenie Adama i grzech pierwszych rodziców

Psałterz Huntera – bogato iluminowany XII-wieczny łaciński psałterz, znajdujący się w zbiorach biblioteki uniwersyteckiej Uniwersytetu w Glasgow (sygnatura MS Hunter 229).
Manuskrypt liczy ponad 200 welinowych kart. Księgę otwiera kalendarz, ozdobiony przedstawieniami prac związanych z danymi miesiącami oraz wizerunkami znaków zodiaku. Po kalendarzu następuje seria 13 całostronicowych miniatur, wykonanych pod wyraźnym wpływem iluminatorstwa francuskiego, przedstawiających sceny ze Starego i Nowego Testamentu oraz apokryficznej opowieści o Wniebowzięciu Najświętszej Maryi Panny. Psałterz rozpoczyna się miniaturą przedstawiającą króla Dawida i ozdobiony jest szeregiem ozdobnych inicjałów przedstawiających różne scenki. Wyjątkowy dla sztuki średniowiecznej jest inicjał na stronie 94r, przedstawiający dwóch benedyktynów ssących pierś kobiety wyobrażającej Matkę-Kościół. Tekst zapisany został pismem protogotyckim, ręką jednego skryby. Na ostatnich trzynastu stronach księgi znajdują się dopisane w XIII wieku modlitwy oraz przepis na amulet przeciwko epilepsji.
Księga powstała w Anglii około 1170 roku, prawdopodobnie w Yorku, Lincoln lub Canterbury. Ponieważ w kalendarzu brak jest wspomnienia kanonizowanego w 1173 roku Tomasza Becketa, musiała powstać przed tą datą. Proweniencja manuskryptu jest przedmiotem sporów wśród uczonych. Zdaniem Jonathana Greenlanda został on wykonany dla szlachcica z Yorkshire Rogera de Mowbraya, chociaż zdaniem innych analiza ikonograficzna iluminacji wskazuje, iż odbiorcą księgi był zakon augustianów. W XVIII wieku psałterz stanowił część kolekcji Williama Huntera (1718–1783), która od 1807 roku stanowi własność Uniwersytetu w Glasgow.